# Callionymus acutirostris
Callionymus acutirostris är en fiskart som beskrevs av Fricke, 1981. Callionymus acutirostris ingår i släktet Callionymus och familjen sjökocksfiskar. Inga underarter finns listade.